# Плоскость Кэли
Плоскость Кэли — проективная плоскость над алгеброй Кэли {\displaystyle \mathbb {O} }.
Обычно обозначается {\displaystyle \mathbb {O} \mathrm {P} ^{2}}.
Была построена в 1933 году Рут Муфанг и названа в честь Артура Кэли.

## Построение
Точки плоскости Кэли могут быть определены как пучки прямых в {\displaystyle \mathbb {O} ^{2}}.
Это построение аналогично построению проективного пространства, 
но не обобщается на старшие размерности. 

## Свойства
- Плоскость Кэли допускает разложение на три клетки, размерностей 0, 8 и 16.
- Плоскось Кэли является симметрическим пространством {\displaystyle F_{4}/\mathrm {Spin} (9)}, где F₄ — одна из особых простых групп Ли и {\displaystyle \mathrm {Spin} (9)} — спинорная группа девятимерного евклидового пространства (она реализуется как подгруппа в {\displaystyle F_{4}}).
- Плоскость Кэли недезаргова.
  - В частности, из этого следует, что плоскость Кэли не вкладывается в проективное пространство.
- Для плоскости Кэли, существует вложение Веронезе {\displaystyle \mathbb {O} \mathrm {P} ^{2}\to \mathbb {S} ^{25}}.[1]
  - Это эквивариантное вложение, то есть действие {\displaystyle F_{4}} на {\displaystyle \mathbb {O} \mathrm {P} ^{2}} продолжается до изометрического действия на {\displaystyle \mathbb {S} ^{25}}.
  - Образ вложения является минимальным подмногообразием.